# Kenyan Riders Downunder
Kenyan Riders Downunder (UCI код: KRD) — кенийская велокоманда, основанная в 2006 году.

## История
Команда была основана Николасом Леонгом в 2006 году под названием "Kenyan Riders". Она стала первой велокомандой зарегистрированной в Кении. Леонг был вдохновлён успехами кенийских бегунов на длинные дистанции и решил попробовать кенийцев в велоспорте.
В 2016 году команда перебралась в Австралию и объединилась с командой "Team Downunder" базировавшейся в городе Голд-Кост, что повлекло смену названия на "Kenyan Riders Downunder". Также команда получила лицензию UCI Continental Team, став первой зарегистрированной командой в Восточной Африке.
Сезон 2016 года начался с победы Джейсона Кристи на Чемпионате Новой Зеландии в групповой гонке, который также стал первым лидером нового рейтинга — UCI World Ranking. По ходу сезона команда приняла участие в Континентальных турах, в том числе в ряде главных гонок проходивших в Австралии (Кэдел Эванс Грейт Оушен Роуд, Херальд Сан Тур) и Китае (Тур Китая I, Тур озера Цинхай).
С 2017 года снова стала любительской и сменила название на "Kenyan Riders Safaricom" в честь своего основного спонсора, кенийского оператора мобильной связи Safaricom. Команда начала делать акцент на подготовку кенийский велогонщиков для перехода в немецкую команду Bike Aid. База команды находиться в городе Итен, расположенном на высоте 2400 метров, в котором проводят свои тренировочные сборы многие мировые велокоманды.
На Играх Содружества 2018 года приняло участие четыре гонщика команды.

## Сезон 2016 года
Состав
| Состав 2016                                 | Состав 2016      | Состав 2016                        | Состав 2016 |
| Гонщик                                      | Дата рождения    | Предыдущая команда                 |             |
| ------------------------------------------- | ---------------- | ---------------------------------- | ----------- |
| Джейсон Кристи                              | 22 декабря 1990  | Avanti Racing Team (2015)          |             |
| Томас Коутс                                 | 22 июля 1992     |                                    |             |
| Самуэл Екиру                                | 16 июля 2025     |                                    |             |
| Нэйтан Эллиотт                              | 15 декабря 1990  | H&R Block (2015)                   |             |
| Джозеф Гичора                               | 16 июля 2025     |                                    |             |
| Лиам Хилл                                   | 5 октября 1993   | Search2retain-Health.com.au (2015) |             |
| Сулейман Канганги                           | 9 декабря 1988   |                                    |             |
| Айюб Кэтарима                               | 16 июля 2025     |                                    |             |
| Джеффри Лангат                              | 15 сентября 1991 |                                    |             |
| Ник Миллер                                  | 24 октября 1991  |                                    |             |
| Самуэл Мванги                               | 2 февраля 1984   |                                    |             |
| Морган Смит                                 | 25 мая 1988      |                                    |             |
| Брэдли Соден                                | 16 июля 2025     |                                    |             |
|                                             |                  |                                    |             |
| Источники: ProCyclingStats Cycling Archives |                  |                                    |             |

Победы
| 10 янв | Чемпионат Новой Зеландии - групповая гонка | CN  | Джейсон Кристи |
| 6 май  | Тур Иджена, 3-й этап                       | 2.2 | Джейсон Кристи |
| 19 май | Тур Флореса, 1-й этап                      | 2.2 | Джейсон Кристи |

## Главные победы
2016
 Новая Зеландия Национальный чемпионат — групповая гонка, Джейсон Кристи

## Национальные чемпионаты
2016
 Чемпионат Новой Зеландии — групповая гонка, Джейсон Кристи